# Aviano
För andra betydelser, se Aviano (olika betydelser).
Aviano är en stad och comune i regionen Friuli-Venezia Giulia i nordöstra Italien och tillhörde tidigare även provinsen Pordenone som upphörde 2017. Aviano flygbas ligger i trakterna här omkring.

## Historia
Området har varit befolkad sedan 900-talet, men spåren av mänsklig närvaro kan dateras tillbaka till romarna kom dit år 186 före Kristus. Många historiker menar att Aviano utvecklades med ett handelscentrum, beläget nära ett slottsområde. Aviano tillhörde Patriarkatet Aquileia fram till 1420, då det kom under Republiken Venedigs kontroll. Aviano blev en del av det  enade Italien 1866.

## Transporter
Aviano har en station vid Sacile-Pinzano-järnvägen, som sammanbinder Aviano med Sacile, på Venice-Udine-järnvägen, till Pinzano.